# La Bazoge-Montpinçon
La Bazoge-Montpinçon is een gemeente in het Franse departement Mayenne (regio Pays de la Loire) en telt 525 inwoners (1999). De plaats maakt deel uit van het arrondissement Mayenne.

## Geografie
De oppervlakte van La Bazoge-Montpinçon bedraagt 8,4 km², de bevolkingsdichtheid is 62,5 inwoners per km².
De onderstaande kaart toont de ligging van La Bazoge-Montpinçon met de belangrijkste infrastructuur en aangrenzende gemeenten.

## Demografie
Onderstaande figuur toont het verloop van het inwonertal (bron: INSEE-tellingen).

1. ↑  Populations de référence 2022.